# 和納勉
和納 勉（わのう つとむ、1949年5月7日 - ）は、日本の実業家。株式会社クイック創業者・代表取締役会長。

## 人物・来歴
香川県善通寺市生まれ。1965年香川県善通寺市立西中学校卒業。1968年香川県立善通寺第一高等学校卒業。1975年関西学院大学法学部卒業。学習塾経営を経て、1976年アルバイトとして株式会社株式会社日本リクルートセンター（現株式会社リクルートホールディングス）入社。1980年同社の関西地区初の代理店として、株式会社クイックプランニング（現株式会社クイック）設立、同社代表取締役社長就任。2005年グループCEO就任。多角化を進めた。広告業協同組合名誉会長なども努めた。2019年株式会社クイック代表取締役会長。

## 著書
- 『人事はヒトゴトにあらず : 会社を成長させるための"人"のつくり方、"会社"のつくり方』明日香出版社 2004年
- 『上場させる「組織と人材」 : 成功企業7社の現役社長が語る』ナナ・コーポレート・コミュニケーション 2005年